# Bjäre runt
Bjäre runt är ett motionscykellopp som hålls i augusti varje år på Bjärehalvön i Skåne. Loppet startar i Ängelholms centrum och erbjuder för närvarande (2015) tre rundor om 20 kilometer, 45 kilometer respektive 80 kilometer i Ängelholms och Båstads kommuner. 
Loppet hade sitt ursprung i kvällscykelrundor arrangerade av Friluftsfrämjandet i slutet av 1960-talet. I arrangemang av Korpen och FK Snapphanarna tillkom Bjäre runt år 1970. Från 1974 till 2019 var FK Snapphanarna ensam arrangör på ideell basis. Från 2020 arrangeras loppet på kommersiell basis av ett privat företag, med finansiellt stöd av Ängelholms kommun.
Loppen efter 1977 har inte haft tidtagning, och från och med 1984 har man tillämpat fri start. Det första året var antalet startande 367. Vid 1980-talets mitt nådde man nästan 4000 startande; under 2000-talet har antalet startande ofta varit något knappt tusental.